# Berberidopsidales
A Berberidopsidales (Doweld, 2001) a valódi kétszikűek core eudicots kládjának kis rendje, melybe mindössze két család tartozik négy fajjal. A név viszonylag újonnan jelent meg, és nem túl sok taxonómus fogadja el. A 2003-as APG II rendszer épp csak megemlíti a Berberidopsidaceae és Aextoxicaceae családokból álló rend lehetőségét, a 2009-es APG III végül elismeri, a rendet a valódi kétszikűek (eudicots) core eudicots kládja alá tagolva.

## Rendszerezés

### APG III
- Berberidopsidaceae család

Berberidopsis nemzetség (2 faj)
B. corallina
B. beckleri
Streptothamnus nemzetség (1 faj)
S. moorei
- Aextoxicaceae család

Aextoxicon nemzetség
A. punctatum (olivillo)

## Tahtadzsjan
Tahtadzsján az Aextoxicaceae családot az Euphorbiales rendbe, a Berberidopsidaceae családot a Violales rendbe sorolta.

## Nemzetségek

### Aextoxicaceae
A család egyetlen nemzetsége az Aextoxicon, melybe egy faj tartozik az A. punctatum. Kis termetű, örökzöld fa, csak Chilében fordul elő.

### Berberidopsidaceae
A család fajai Chilében és Ausztrália keleti részén élő örökzöld, fás szárú kúszónövények.